# Zbigniew Roman Kawecki
Zbigniew Roman Kawecki (ur. 24 marca 1924 w Górze Ropczyckiej, zm. 14 maja 2000 we Wrocławiu) – art. plastyk, nauczyciel akademicki, profesor Akademii Sztuk Pięknych.

## Życiorys
Artysta plastyk. Studiował w PWSSP we Wrocławiu na wydziale Architektury Wnętrz w latach 1947-1952. Ze szczególną pasją zajmował się kowalstwem artystycznym projektując wyroby z metalu, wykonując prace cyzelerskie oraz drobne formy biżuteryjne ze srebra.
Całe życie zawodowe związał z Uczelnią (PWSSP, w latach późniejszych z ASP we Wrocławiu). Pracował jako asystent profesora Stanisława Dawskiego, potem jako adiunkt, wreszcie jako profesor nadzwyczajny. Pełnił też funkcję prodziekana na Wydziale Architektury Wnętrz. Na emeryturę przeszedł w 1989 r.
Wykonał wiele projektów wnętrz oraz detali architektonicznych dla miasta Wrocławia (głównie w metalu, jak; kraty, balustrady, wywieszki, tablice pamiątkowe, fragmenty oświetlenia, itp.).
Był kierownikiem artystycznym Zakładów Wyrobów Artystycznych INCO, gdzie projektował oraz wykonywał wzory np. kolekcji historycznych orłów polskich (cyzelowane w srebrze), medali, biżuterii srebrnej. Projektował też detale architektoniczne oraz biżuterię (według wzorów historycznych) do filmów "Faraon" i "Rękopis znaleziony w Saragossie".
Wykonał według projektu własnego insygnia władz uczelni (łańcuchy rektorskie i dziekańskie), m.in. dla PWSSP i ASP, AE oraz dla Urzędu Stanu Cywilnego we Wrocławiu.

## Nagrody i wyróżnienia
- Nagrody Ministra Kultury i Sztuki (indywidualna III st. 1970, 1974)
- Nagrody Rektora PWSSP (indywidualna II st. 1974, 1976, 1980, 1988), (zespołowa III st. 1980, 1988)
- Złoty Krzyż Zasługi, Srebrny Krzyż Zasługi, "Polonia Restituta"
- Odznaczenia: Budowniczy Wrocławia, Zasłużony Działacz Kultury
- Był wielokrotnym laureatem licznych konkursów

## Niektóre prace

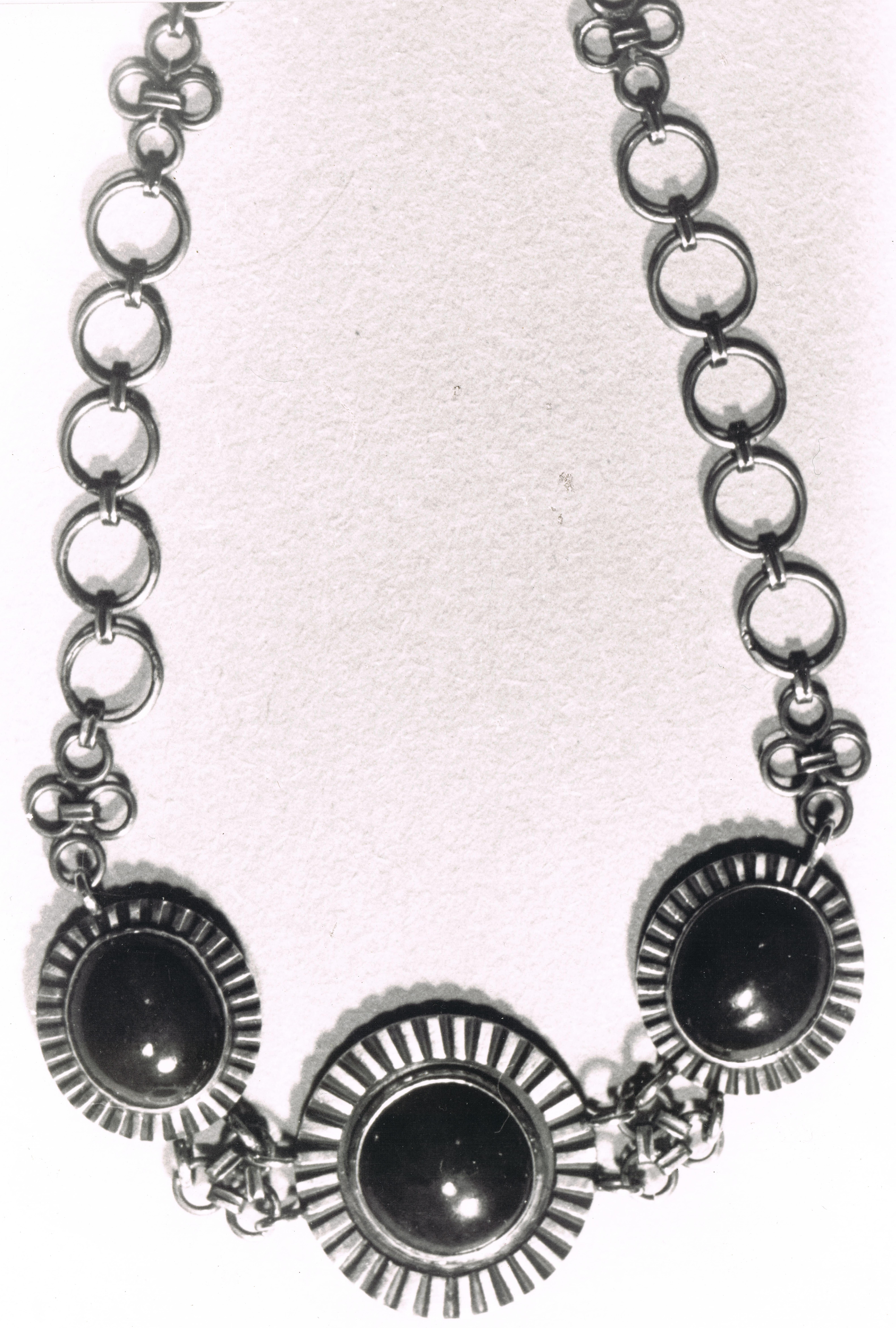
Biżuteria
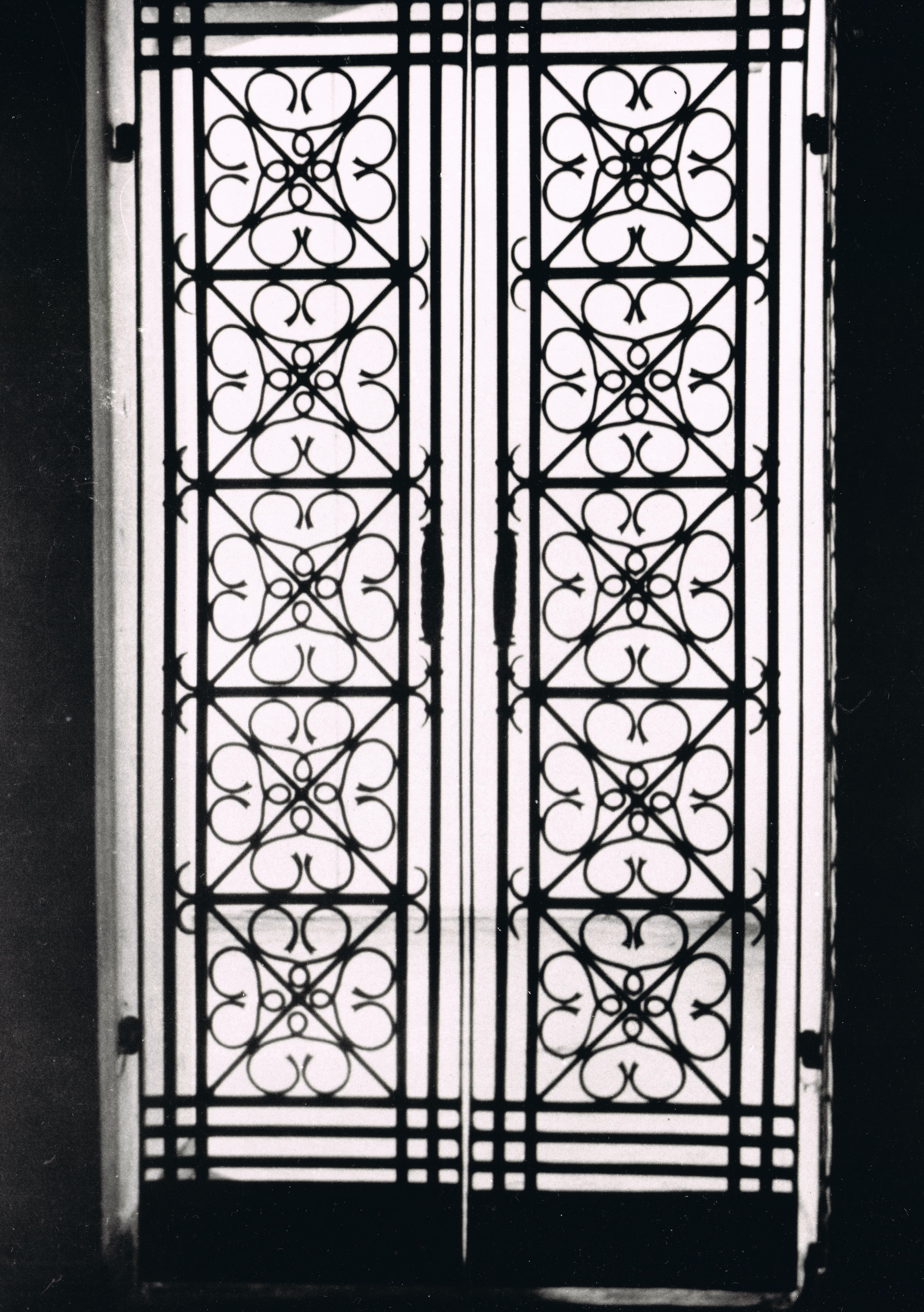
Brama
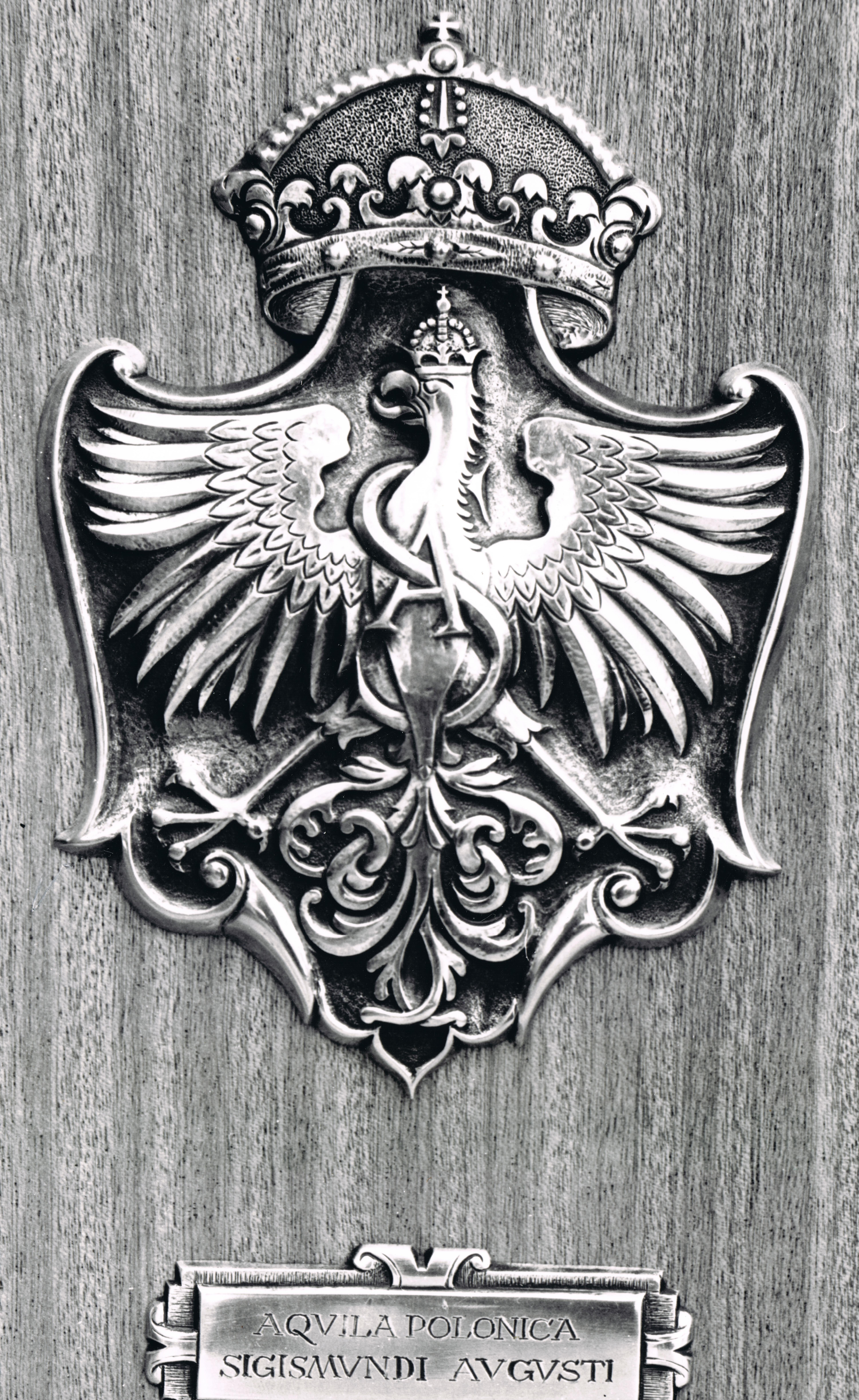
Orzeł polski
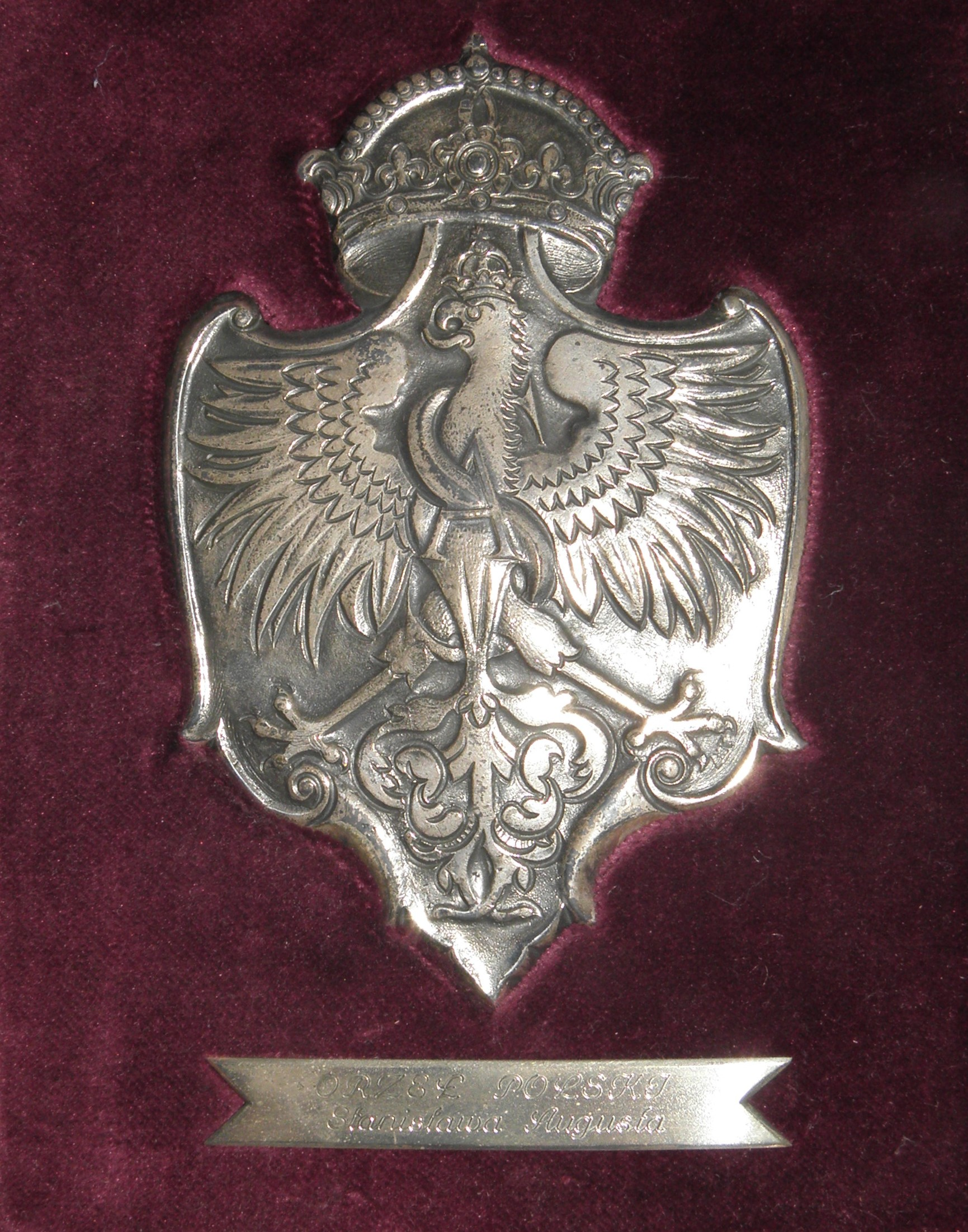
Orzeł polski
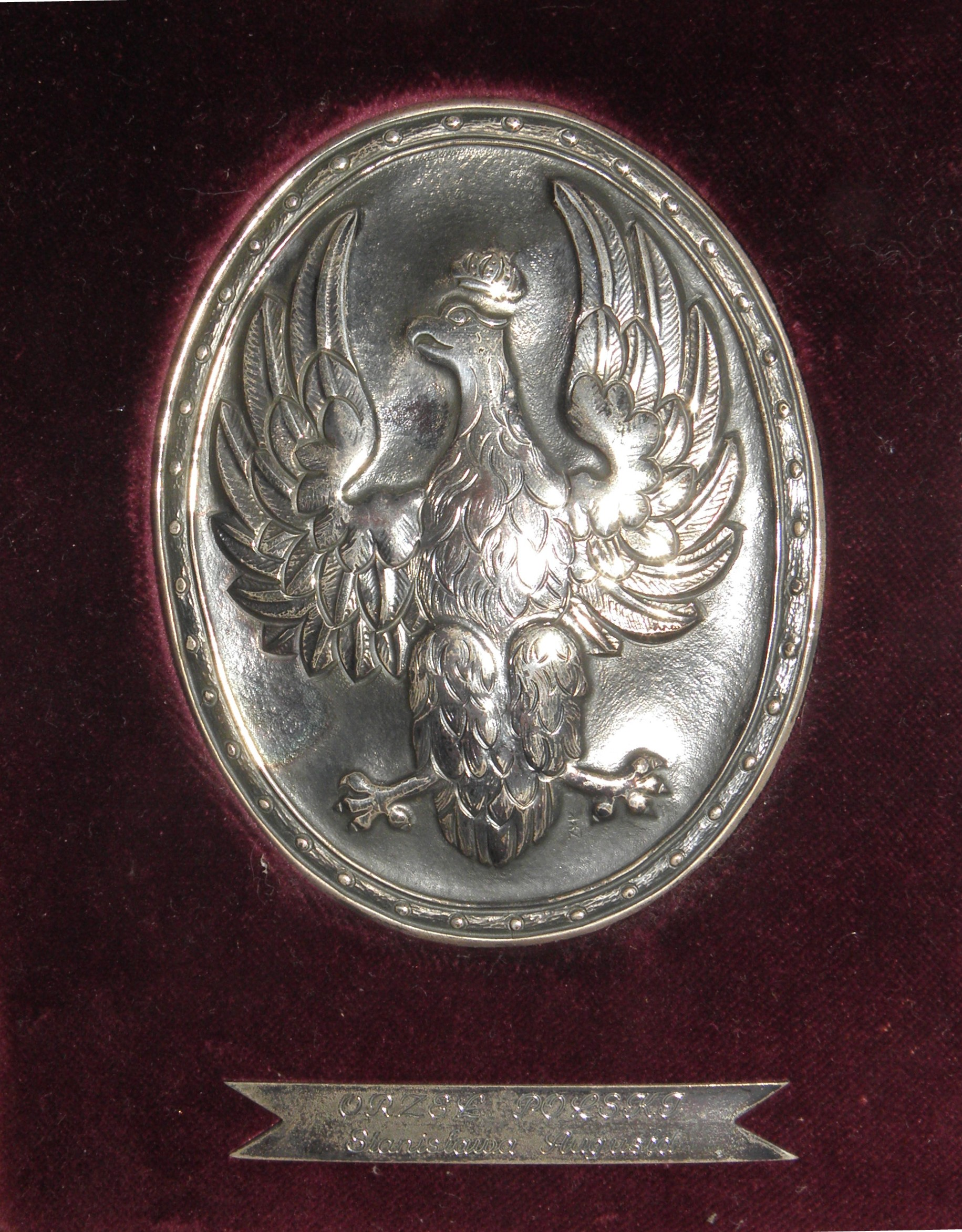
Orzeł polski
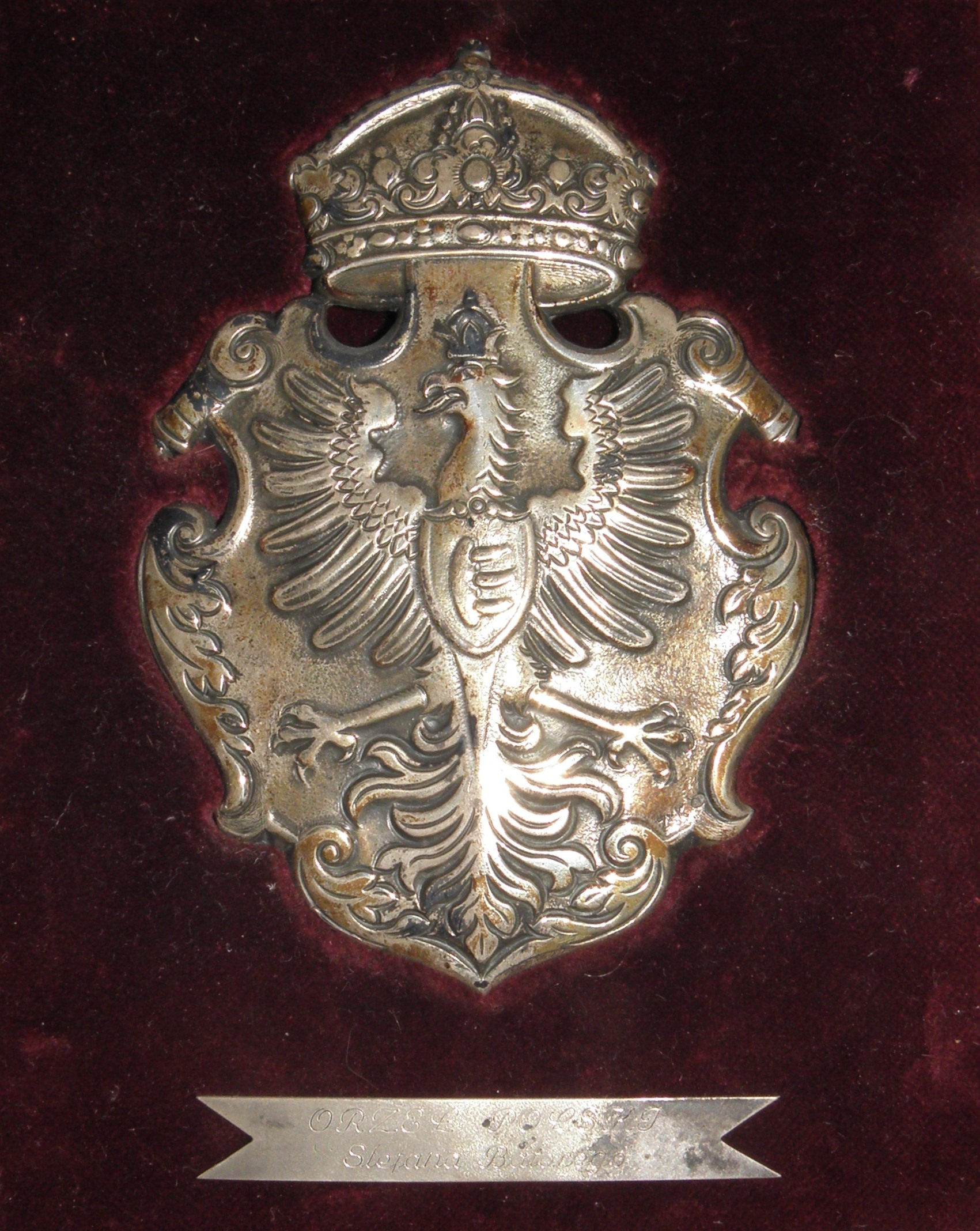
Orzeł polski
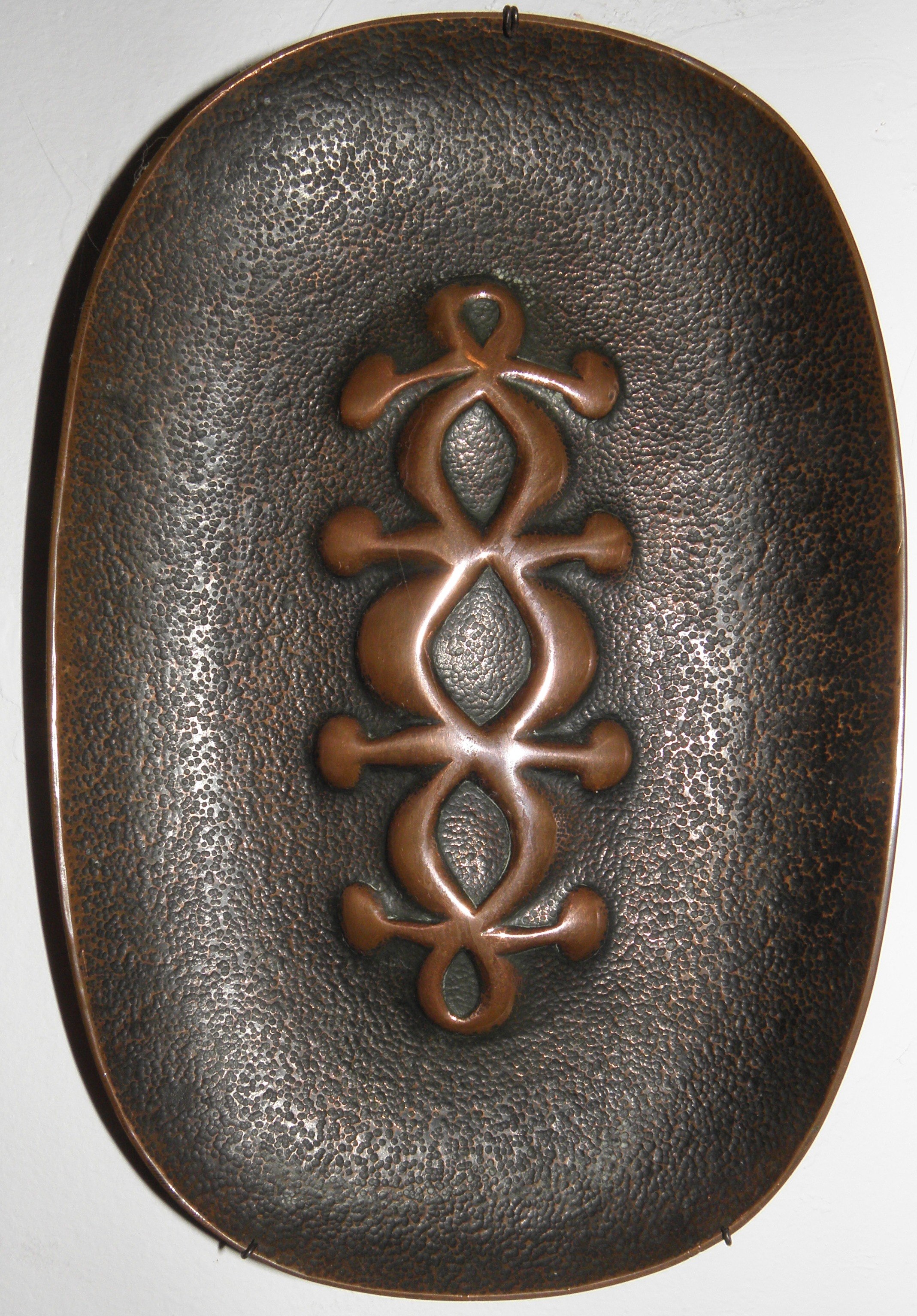
Patera
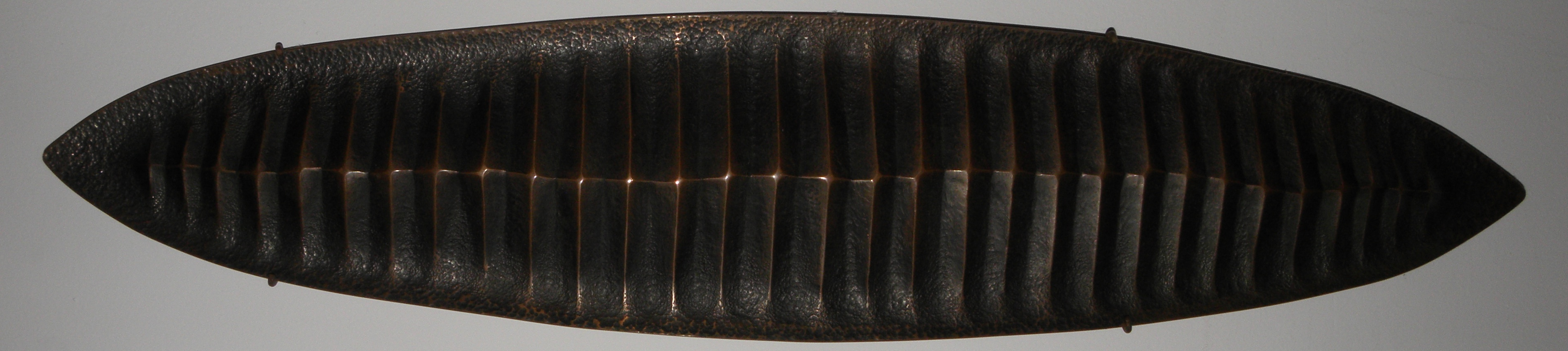
Patera